# Margherita (astronomia)
Margherita, o Urano XXIII, è uno dei satelliti naturali irregolari più esterni del pianeta Urano; la sua scoperta risale al 2003, ad opera degli astronomi Scott Sheppard e David Jewitt.
È il solo satellite irregolare di Urano ad avere un moto progrado. Si tratta di un piccolo satellite irregolare, dal diametro medio di circa 10 km, con ogni probabilità privo di qualsiasi attività geologica.

## Scoperta
Fu scoperto nel 2003 da un gruppo di astronomi guidati da Scott Sheppard e David Jewitt dell'Università delle Hawaii su immagini ottenute il 29 e 30 agosto utilizzando il telescopio riflettore Subaru da 8,2 metri, situato sul Mauna Kea; al satellite fu inizialmente attribuita la designazione provvisoria S/2003 U 3.

## Denominazione
Il 29 dicembre 2005, l'Unione Astronomica Internazionale (circolare n. 8648) lo denominò Margherita come la damigella di compagnia di Ero in Molto rumore per nulla, nota commedia di William Shakespeare, assegnandogli la numerazione Urano XXIII.

## Parametri orbitali
A differenza della maggior parte degli altri satelliti esterni di Urano, Margherita ruota attorno al pianeta madre in direzione prograda. Questo fatto, unitamente alla bassa inclinazione dell'orbita del satellite (solo 56,63° rispetto al locale piano di Laplace), sembra escludere l'appartenenza di Margherita al gruppo di Sicorace, caratterizzato da orbite retrograde e da inclinazioni comprese fra 140 e 170°.
La bassa inclinazione orbitale di 56,63° è vicina al limite di stabilità del sistema. Le inclinazioni intermedie comprese nell'intervallo 60 < i < 140 
sono prive di satelliti a causa del Meccanismo di Kozai. In questa regione di instabilità, le perturbazioni solari all'apoapside fanno acquisire ai satelliti un'elevata eccentricità che porta a collisioni o all'espulsione in periodo compreso tra una decina di milioni e un miliardo di anni. Il periodo di precessione degli apsidi (Pw) di Margherita è di circa 1,6 milioni di anni, per cui si ritiene che in un lontano futuro il satellite possa essere espulso dal sistema di Urano.
L'orbita di Margherita è soggetta a perturbazioni solari e planetarie che comportano una variazione dei suoi parametri orbitali in tempi relativamente ridotti. In un periodo di 8.000 anni, la sua eccentricità orbitale è passata da 0,68 a 0,81 nel 2010, facendone in quel momento il satellite con la più alta eccentricità nel Sistema solare. Tuttavia l'eccentricità media di 0,75 di Nereide è più elevata come valore medio.
Margherita orbita attorno a Urano su un'orbita prograda, molto fortemente ellittica con estremi compresi tra 4862955 e 23827045 km dal suo centro (semiasse maggiore 14345000 km o 561,3 raggi di Urano). Il tempo impiegato per orbitare attorno a Urano è di circa 1694 giorni, pari a circa 4,64 anni terrestri. Questo periodo è quasi uguale a quello impiegato dal pianeta nano Cerere per orbitare attorno al Sole.

## Origine
Si ritiene che Margherita sia un oggetto catturato dalla fascia di Kuiper e non abbia avuto origine nel disco di accrescimento al momento della formazione del sistema di Urano. È probabile che il satellite fosse originariamente un oggetto della fascia di Kuiper, divenuto poi un centauro e infine catturata da Urano. L'esatto meccanismo di cattura non è noto. Le ipotesi vanno dall'afflusso di gas dal disco protoplanetario, alle interazioni nell'ambito delle interazioni tra corpi multipli, alla cattura da parte della massa in rapido aumento di Urano. I parametri orbitali indicano che Francisco appartiene allo stesso gruppo dinamico di Calibano e Stefano e quindi questi satelliti probabilmente condividono un'origine comune.